# Stazione di Lussemburgo
La stazione di Lussemburgo  (in francese: Gare de Luxembourg, in lussemburghese: Gare Lëtzebuerg, in tedesco: Bahnhof Luxemburg) è la principale stazione ferroviaria a servizio della capitale lussemburghese.

## Storia
Una prima stazione ferroviaria, costruita interamente in legno, fu inaugurata il 4 ottobre 1859 dopo poco meno di un anno dalla posa della prima pietra, avvenuta il 30 ottobre 1858, in concomitanza con l'attivazione nel 1859 della primissima linea del paese, da Lussemburgo a Bettembourg e da lì fino al confine francese. La posizione della nuova stazione sulla riva sud della Pétrusse, ben fuori dal nucleo urbano della città, era dovuta alla presenza, tutt'intorno alla città, delle fortificazioni della fortezza di Lussemburgo.
La stazione in legno venne sostituita da un più moderno edificio tra il 1907 e il 1913, progettato da un trio di architetti tedeschi (Rüdell, Jüsgen e Scheuffel) in stile neobarocco.
La stazione è classificata come monumento nazionale dal 1989.

## Galleria d'immagini

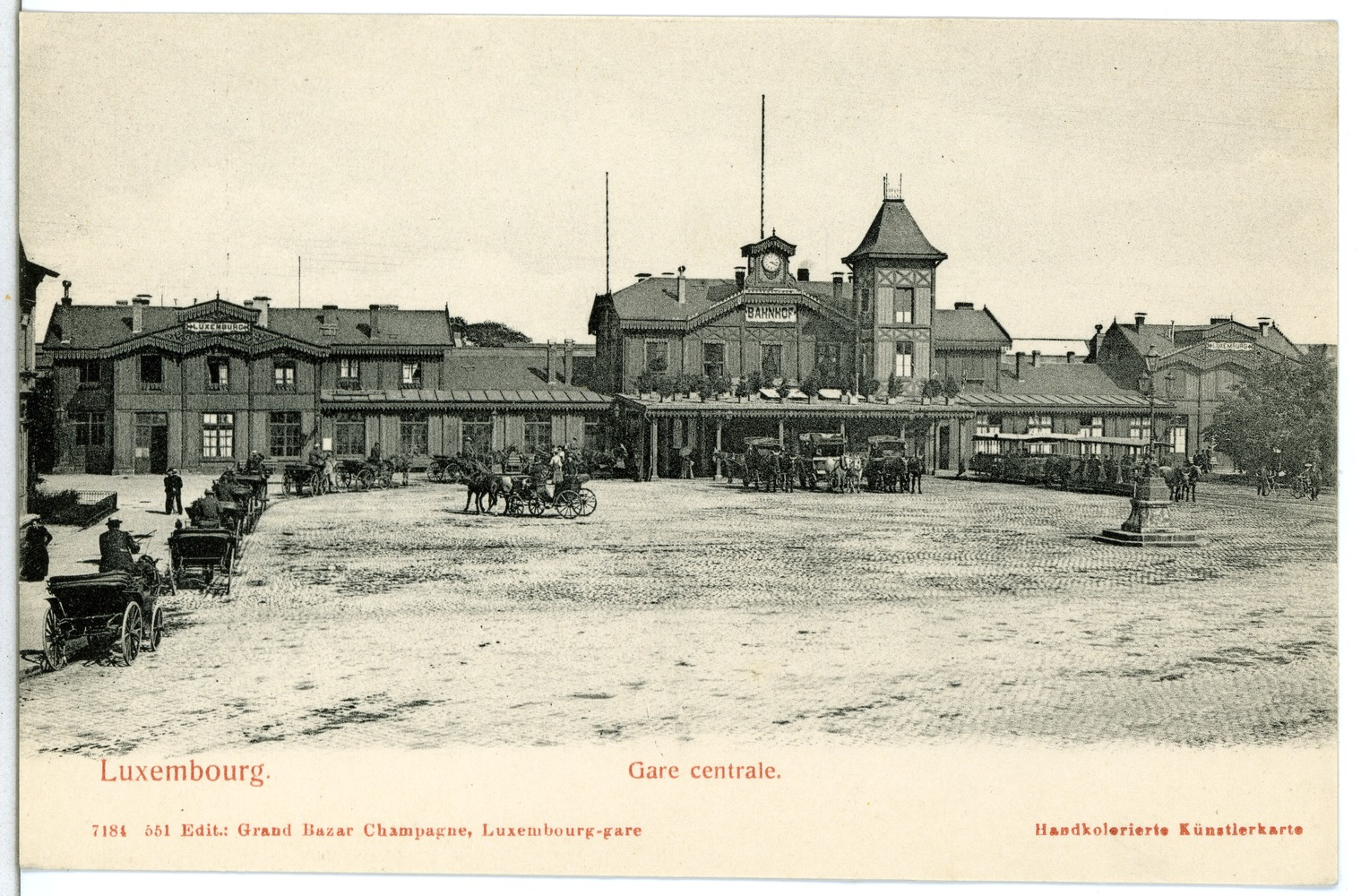
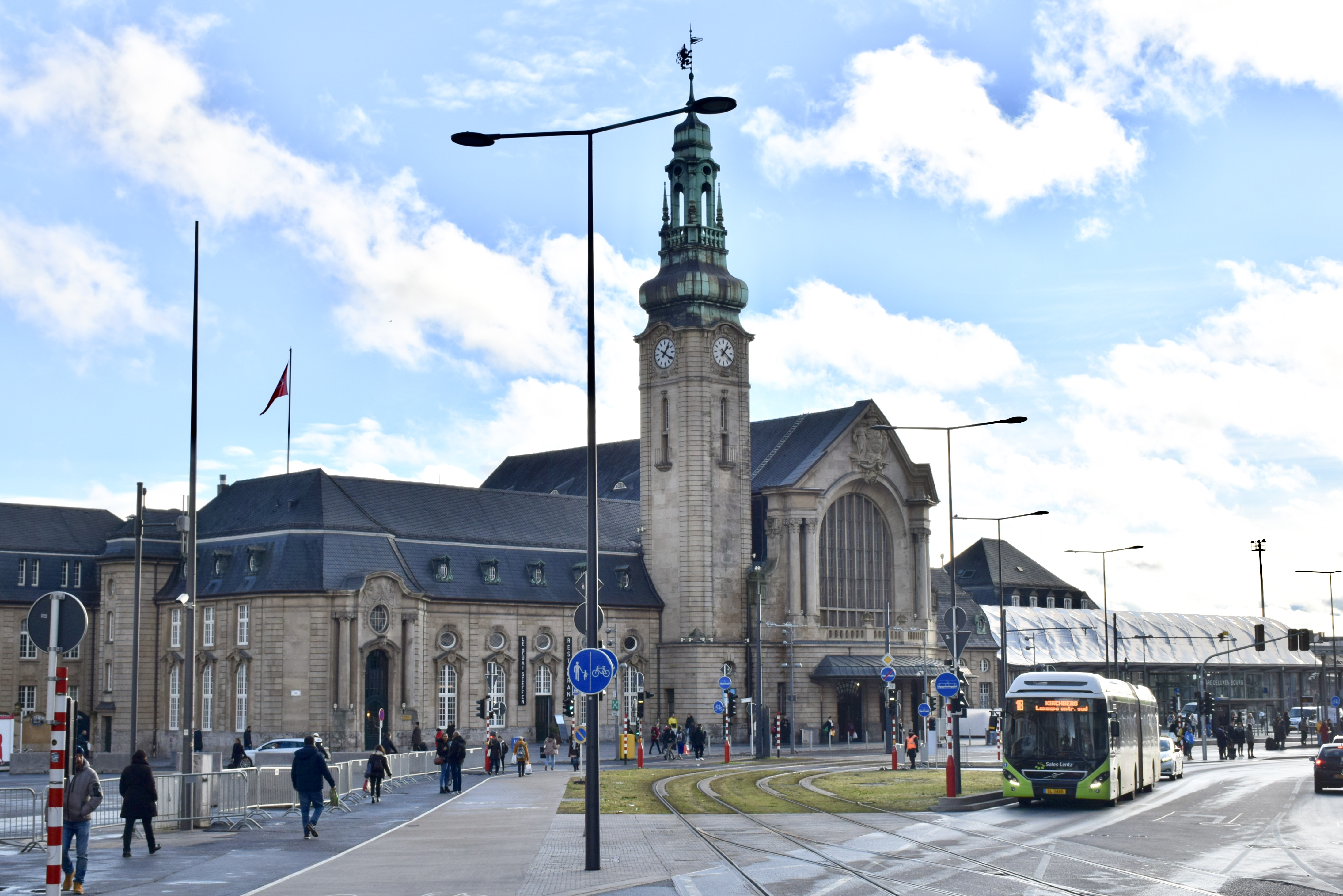
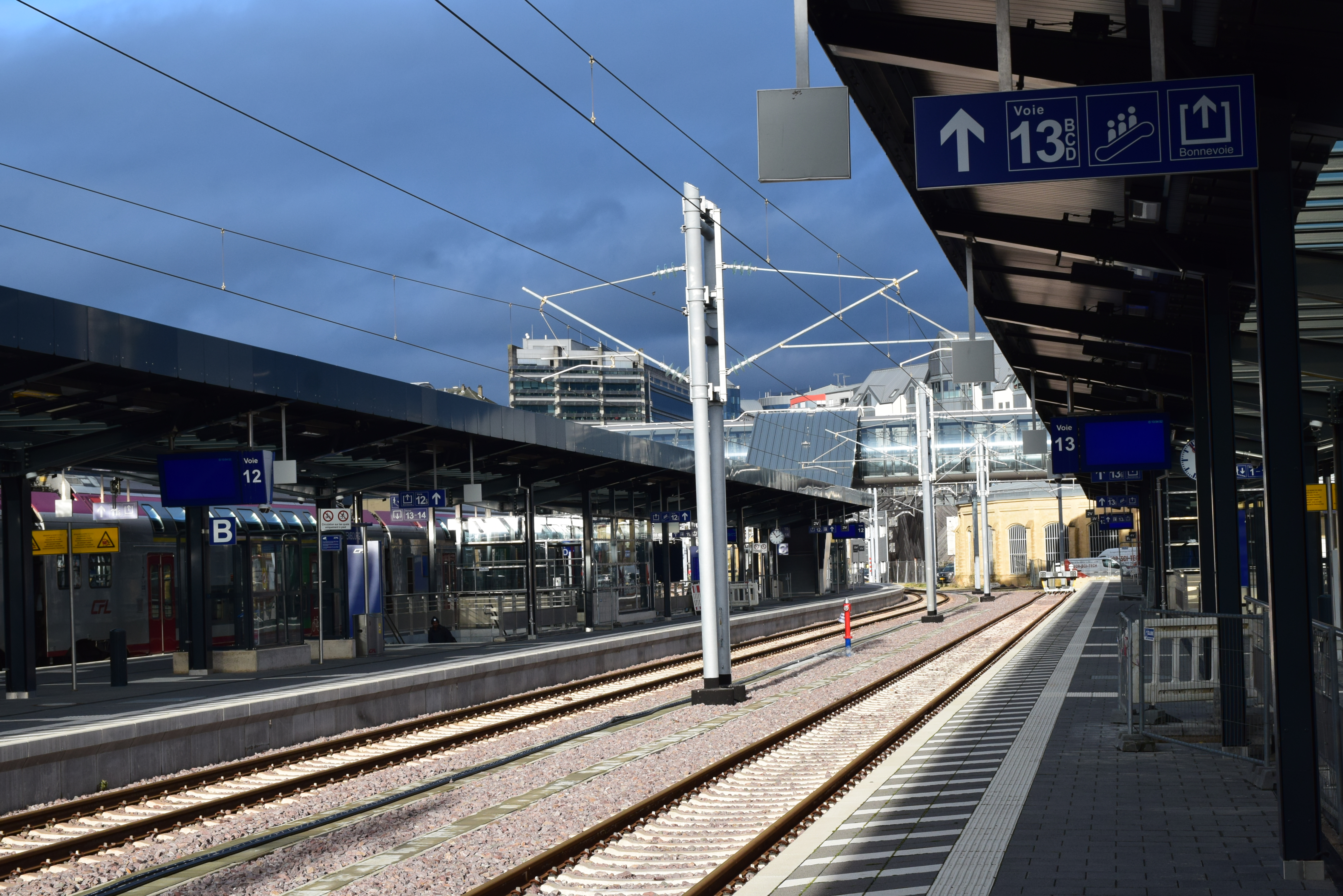